# Gran Hipódromo de Andalucía
El Gran Hipódromo de Andalucía está situado en el término municipal de Dos Hermanas, en el área metropolitana de Sevilla, España.
El hipódromo y sus instalaciones complementarias ocupan una superficie de 155 ha, con un aforo de unas 5000 personas. El Gran Hipódromo de Andalucía es el más grande de España. Cuenta con dos pistas de galope: una de hierba, con un perímetro de 2000 m, y otra de arena, de 1800 m perimetrales. También dispone de una pista de trote de 1.600 m de perímetro y otra de obstáculos de 1400 m.
Inaugurado en 2002, las jornadas se celebraban alternarnado con las citas del Hipódromo Costa del Sol, funcionando ambos estadios hípicos andaluces en forma de circuito y así fue hasta el 2012, año en el que el Hipódromo Costa del Sol cerro sus puertas. Desde entonces hasta el 2019, se dedicó a organizar temporadas en invierno y en primavera. Desde el 2020, solo organiza temporada en invierno, aprovechando un mejor clima en esas fechas que en San Sebastián y en Madrid, terminando la temporada el 28 de febrero, día de Andalucía.
Durante la pandemia por Covid-19 sirvió como punto de vacunación masivo para la población de Montequinto y Dos Hermanas.

## Pruebas principales
Los Grandes Premios que se organizan en el hipódromo son los siguientes:

### Grandes Premios de Invierno
- Gran Premio de Andalucía - Para caballos y yeguas de 4 años en adelante. Se disputa sobre un recorrido de 1600 metros.
- Memorial Javier Piñar Hafner - Para potros y potrancas de 3 años. Se disputa sobre un recorrido de 1800 metros.

Grandes premios que se dejaron de disputar:
- Gran Critérium Ciudad de Dos Hermanas - Para potros y potrancas de 2 años. Se disputa sobre un recorrido de 1600 metros. Fue parte de la Santander Cup.
- Gran Premio Día de Andalucía Ciudad de Dos Hermanas - Para caballos y yeguas de 4 años en adelante, nacidos y criados en España. Se disputa sobre un recorrido de 2100 metros.